# Badacsonytördemic
Badacsonytördemic (hongrois : Badacsonytördemic [ˈbɒdɒt͡ʃoɲtørdɛmɪt͡s]) est une localité hongroise située dans le comitat de Veszprém.

## Site et localisation

### Topographie et hydrographie
La localité est située sur le versant nord-ouest du mont Badacsony, au bord du Lac Balaton. Elle comprend également la zone de villégiature de Badacsonylábdihegy, qui s'étend au sud-est du centre du village.

### Géologie et géomorphologie
Sur le plan naturel, l'un des sites les plus spectaculaires de Badacsonytördemic est celui des orgues basaltiques formées sur le versant du mont Badacsony. Ces colonnes naturelles de basalte, résultant d'anciennes coulées volcaniques, font partie des paysages emblématiques du Balaton.
Badacsonytördemic est traversée par le Sentier bleu de Hongrie, le grand itinéraire de randonnée national hongrois, qui relie les principaux sites naturels et culturels du pays. Cette étape attire chaque année de nombreux marcheurs et touristes.

### Aires faunistiques et floristiques
Une grande partie du territoire non bâti de Badacsonytördemic fait partie du Parc national du haut Balaton.

## Histoire
Le territoire de Badacsonytördemic est habité depuis l'âge du bronze. La première mention écrite conservée remonte à 1219, sous le nom de Turdemiz. Au cours du Moyen Âge, le village était habité par des nobles propriétaires d'une seule tenure (egytelekes nemesek), ce dont témoigne son ancien nom officiel Nemestördemic, porté jusqu'en 1950.
La localité appartenait historiquement au comitat de Zala depuis l'époque du roi Étienne Ier jusqu'à la réforme administrative hongroise de 1950. Son statut de village noble prit fin en 1848, avec l'abolition des privilèges féodaux.
Au début du XXe siècle, l'ouverture de carrières de basalte sur le mont Badacsony stimula le développement économique du village. Malgré cela, Badacsonytördemic a conservé un caractère rural et un tissu villageois traditionnel.

## Population

### Minorités culturelles et religieuses
Lors du recensement de 2011, 79,5 % des habitants de Badacsonytördemic se sont déclarés de nationalité hongroise, 4,1 % de nationalité allemande et 0,9 % comme Roms ; 19,7 % de la population n'a pas souhaité répondre à cette question. Sur le plan religieux, 63,7 % des habitants se sont déclarés catholiques romains, 2,5 % réformés, 1,2 % luthériens et 0,2 % gréco-catholiques. Les personnes sans appartenance religieuse représentaient 7,2 % de la population, tandis que 24,4 % n'ont pas répondu.
Selon les données du recensement de 2022, 85,1 % des habitants se sont identifiés comme Hongrois, 3,4 % comme Allemands, 0,7 % comme Roms, et 0,1 % respectivement comme Croates, Roumains, Arméniens, Bulgares, Ukrainiens et Slovaques. Par ailleurs, 5,6 % ont déclaré une autre nationalité étrangère non précisée ; 12,8 % n'ont pas répondu à la question. (En raison des identités multiples, la somme des pourcentages peut dépasser 100 %.)
Concernant l'appartenance religieuse, 40,5 % des habitants se sont déclarés catholiques romains, 3,1 % réformés, 0,5 % luthériens, 0,5 % gréco-catholiques, 1,3 % autres chrétiens et 0,1 % autres catholiques. Les personnes sans confession représentaient 10,1 % de la population, tandis que 43,9 % n'ont pas répondu.

## Équipements

### Réseaux extra-urbains
Badacsonytördemic est limitrophe des localités suivantes : au nord, Nemesgulács ; à l'est, Badacsonytomaj ; à l'ouest, Szigliget ; au nord-ouest, Kisapáti. Par ses eaux territoriales sur le lac Balaton, elle est également voisine au sud de Balatonfenyves, située sur la rive méridionale du lac.
La localité est traversée au sud par la route principale 71, qui longe sa zone habitée d'est en ouest. En son centre, elle est parcourue par la route 7341, surnommée Római út (« route romaine »). Le centre du village est relié à la route 71 par la route secondaire 73139, qui se prolonge vers Szigliget sous le numéro 71123.
Badacsonytördemic est desservie par la ligne de Székesfehérvár à Tapolca (au départ de Budapest). Elle dispose de deux points d'arrêt : en provenance de la capitale, on trouve d'abord la halte de Badacsonylábdihegy, située à l'extrémité sud du quartier éponyme, directement au bord de la route 71, puis la gare de Badacsonytördemic–Szigliget, proche du centre du village. Cette dernière est accessible par la route 73311, issue de la route secondaire 73139, et localement appelée Vasút utca (« rue du Chemin de fer »).

## Économie

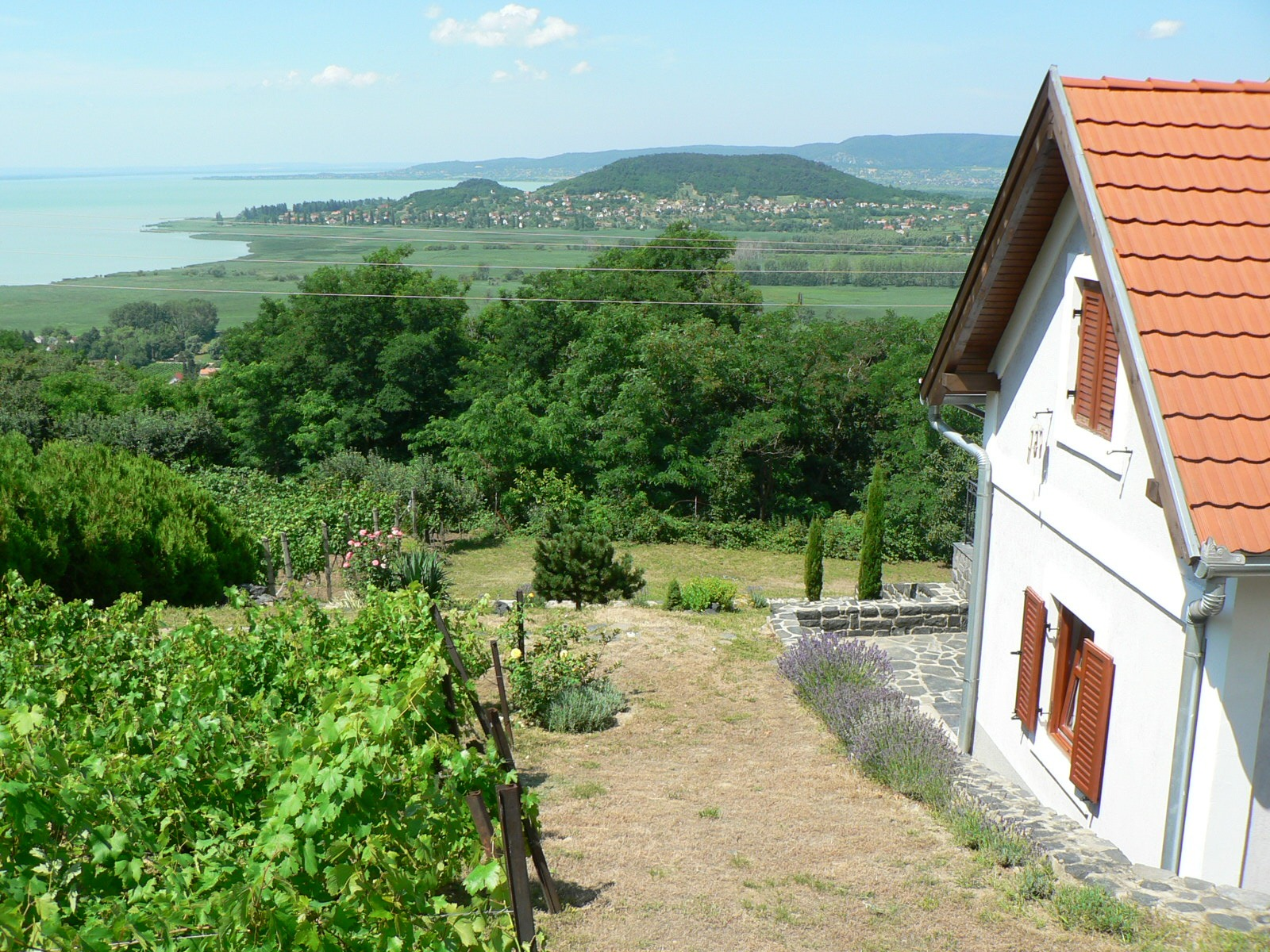
La localité conserve également plusieurs maisons de presse traditionnelles (présház), typiques de l’architecture viticole du Balaton. L’une d’entre elles, située à Badacsonylábdihegy, a été récemment restaurée. Depuis cet emplacement, on bénéficie d’une vue panoramique sur Szigliget, offrant un bel aperçu du paysage naturel et culturel de la rive nord du lac.

La localité fait partie de la région viticole de Badacsony, l'une des plus réputées du pays. Ses habitants vivent principalement de la viticulture, de la production de vin et du tourisme.

## Patrimoine local
Parmi les monuments notables de Badacsonytördemic figure la maison de Rodostó, construite en 1935 à l'occasion du 200e anniversaire de la mort de François II Rákóczi. Cette bâtisse commémorative rend hommage à l'exil du prince hongrois à Tekirdağ (anciennement Rodostó), en Turquie.
La localité conserve également une chapelle catholique romaine de style classique, construite au XIXe siècle. Elle accueille chaque année le pèlerinage de la Saint-Ignace, célébré au mois d'août, événement religieux et festif majeur dans la vie locale.
Enfin, la localité abrite un monument en l'honneur du Turul, oiseau mythologique des anciens Magyars. La statue, érigée à proximité du centre, s'inscrit dans la tradition nationale hongroise de valorisation des symboles historiques et mythologiques.